# Eleni Chronopoulou
Eleni Chronopoulou; griechisch Ελένη Χρονοπούλου, auch Eleni Khronopoulou; (* 19. November 1988 in Marousi) ist eine ehemalige griechische Athletin der Rhythmischen Sportgymnastik.

## Vita
Eleni begann im Alter von sechs Jahren mit der Sportgymnastik.
Sie turnte für den Verein OAK Armonia und war zwischen 2000 und 2004 im Nationalkader der Griechischen Auswahl. 2003 wurde sie von den Juniorinnen in die Gruppenformation der A-Auswahl berufen. Ihre sportliche Höhepunkte feierte Chronopoulou mit dem Gewinn der Silbermedaille bei den Europameisterschaften 2003 in Riesa. Sowie der Teilnahme an den Olympischen Spielen 2004 in Athen.

## Sportliche Erfolge
| Wettbewerb | Ort      | Formation | Mehrkampf | 5X     | 3X+2X  |
| ---------- | -------- | --------- | --------- | ------ | ------ |
| EM 2003    | Riesa    | Gruppe    | Rang 5    | Rang 4 | Silber |
| WM 2003    | Budapest | Gruppe    | Rang 8    | Rang 7 | Rang 6 |
| OS 2004    | Athen    | Gruppe    | Rang 5    | Rang 5 | Rang 5 |